# Lista de gibis de Spirou e Fantásio desenhadas por Franquin
- Esta é a lista de álbuns de BD de Spirou e Fantásio, desenhados por Franquin.